# Hugo Gottardi
Hugo Ernesto Gottardi (* 31. Juli 1953 in Elortondo) ist ein ehemaliger argentinischer Fußballspieler.
Der Stürmer begann seine Karriere 1973 beim Racing Club. 1976 wechselte er zu Estudiantes, mit denen er 1982 und 1983 Argentinischer Meister wurde. Allerdings musste er im Oktober 1982 eine Sperre von einem Monat und sieben Tagen absitzen, nachdem er bei einem Dopingtest positiv auf Ephedrin getestet wurde. Von 1983 bis 1986 spielte Gottardi für Independiente Santa Fe in Kolumbien. Danach kehrte er nach Argentinien zurück und stand 1987/88 bei Talleres und 1988/89 bei Lanús unter Vertrag, ehe er seine Laufbahn beendete.